# Xã Irondale, Quận Crow Wing, Minnesota
Xã Irondale (tiếng Anh: Irondale Township) là một xã thuộc quận Crow Wing, tiểu bang Minnesota, Hoa Kỳ. Năm 2010, dân số của xã này là 1.134 người.